# Cor Caroli
Cor Caroli (Alfa Canum Venaticorum, α CVn) – najjaśniejsza gwiazda w gwiazdozbiorze Psów Gończych. Jest to  gwiazda podwójna o wielkości 2,89m i 5,61m.

## Nazwa
Cor Caroli po łacinie oznacza Serce Karola. Na pewno wiadomo, że w 1725 roku Edmond Halley nazwał tak mały gwiazdozbiór, którego centrum była ta gwiazda. Na mapach przedstawiany był jako serce z koroną. Gwiazdozbiór oficjalnie nie został zaakceptowany, ale nazwa przyjęła się dla samej gwiazdy. Pewne jest też, że owym Karolem jest któryś z angielskich królów, Karol I Stuart lub jego syn, Karol II Stuart.
Najpopularniejsza wersja mówi o tym, że Sir Charles Scarborough, nadworny lekarz Karola II, zauważył, że gwiazda znacznie pojaśniała nocą 29 maja 1660 roku, kiedy król wkroczył do Londynu (jest to dzień Restauracji Stuartów po rewolucji angielskiej). Inna historia wskazuje na dawną nazwę gwiazdy Cor Caroli Regis Martyris (Serce Karola - Króla Męczennika), jako upamiętniającą straconego Karola I. Nazwa Cor Caroli została formalnie zatwierdzona w 2016 roku przez Międzynarodową Unię Astronomiczną.

## Charakterystyka

Położenie w gwiazdozbiorze

Jaśniejszy składnik Alfa² Canum Venaticorum jest gwiazdą zmienną i zmienia swój blask o 0,1m co 5,47 dni. Dane na temat jego cech znacznie się różnią, średnica mieści się w granicach 2-4 razy większej od Słońca, jasność w przedziale 50-90 jasności Słońca, a temperatura 9500-10300 K. Jej typ widmowy to A0pSiEuHg, gdzie p oznacza, iż gwiazda posiada silne linie spektralne odpowiadające metalom (w astronomii wszelkim pierwiastkom poza wodorem i helem). W tym przypadku jest to krzem, europ i rtęć. Intensywność linii widmowych zmienia się wraz ze zmianami blasku gwiazdy.
Gwiazda ta jest prototypem grupy gwiazd zmiennych znanych jako zmienne typu α² Canum Venaticorum. Posiada też nadzwyczaj silne pole magnetyczne, jedno z najsilniejszych wśród zwyczajnych gwiazd ciągu głównego. Jest ono około 1500 razy silniejsze od ziemskiego (dla porównania, Słońce ma pole magnetyczne kilka razy silniejsze od Ziemi). Pochodzenie tej anomalii nie jest znane, przypuszcza się jednak, że jest ona odpowiedzialna za dziwny typ widmowy gwiazdy (pole magnetyczne miałoby przemieszczać pierwiastki w atmosferze gwiazdy, lokalnie znacznie zwiększając zawartość niektórych), jak i za jej zmienność (poprzez wytwarzanie olbrzymich plam słonecznych).
Drugi składnik Alfa¹ Canum Venaticorum jest gwiazdą ciągu głównego, o typie widmowym F0V, temperaturze 7900 K, 1,3 razy większą od Słońca i 1,7 razy cięższą, o 6 razy większej jasności. Nie jest gwiazdą zmienną.
Przez dłuższy czas uważano, że jest to układ spektroskopowo podwójny, o odległości między składnikami ponad 650 au i czasie obiegu 7900 lat. Jednak fakt, że odległość między składnikami nie zmieniła się od 1830 roku i dokładne pomiary wykonane teleskopem Hipparcos zdają się przesądzać, że jest to w rzeczywistości układ podwójny wizualnie.
Pojawiały się również podejrzenia, że każdy ze składników jest układem spektroskopowym, jednak nie zostały potwierdzone.